# Seth Magaziner
Seth Michael Magaziner, né le 22 juillet 1983 à Bristol (Rhode Island), est un homme politique américain. Membre du Parti démocrate, il est élu Trésorier général de Rhode Island en 2014. Il occupe ce poste jusqu'à son entrée à la Chambre des représentants des États-Unis en 2023.

## Biographie

### Jeunesse et débuts professionnels
Dans les années 1990, son père Ira Magaziner (en) est un conseiller de Bill Clinton, travaillant notamment auprès du Président démocrate sur la réforme avortée du système de santé puis sur les questions liées à l'émergence d'internet.
Seth Magaziner est diplômé d'un Bachelor of Arts en histoire de l'Université Brown en 2006,. À l'université, il préside la branche universitaire du Parti démocrate et fait un stage auprès du représentant Patrick J. Kennedy. Une fois diplômé, il enseigne pendant deux ans à Opelousas en Louisiane avec l'association Teach for America,.
Après avoir obtenu un Master of Business Administration de l'Université Yale en 2010,, il travaille brièvement pour Point Judith Capital, une société de capital risque fondée par Gina Raimondo. Il rejoint la même année Trillium Asset Management, une société d'investissement qui se veut socialement responsable et dont il devient vice-président en 2012. Il quitte son poste fin 2023 pour se lancer en politique.

### Carrière politique
En octobre 2013, Seth Magaziner annonce sa candidature au poste de Trésorier général de Rhode Island. Il affronte Frank Caprio, un ancien législateur et Trésorier général, soutenu par le Parti démocrate local. Alors que Caprio pâti des accusations de corruptions portées contre son frère David, Seth Magaziner reçoit l'appui de Patrick J. Kennedy et des Clintons. Il remporte la primaire avec environ deux-tiers des voix puis est élu Trésorier général en novembre 2014 face à l'Auditeur général Ernest Almonte. Il succède ainsi à Gina Raimondo devenue gouverneure. Il est facilement réélu pour un second mandat en 2018.
En 2022, après avoir envisagé une candidature au poste de gouverneur, Seth Magaziner se présente à la Chambre des représentants des États-Unis dans le 2e district de Rhode Island. Il reçoit notamment le soutien de l'élu démocrate sortant, James Langevin, qui ne se représente pas,. Seth Magaziner décroche l'investiture démocrate en rassemblant la majorité des voix lors de la primaire, loin devant son plus proche adversaire (sous les 17 %). Il se retrouve alors dans l'une des élections les plus compétitives de  Nouvelle-Angleterre face à l'ancien maire républicain de Cranston, Allan Fung. Alors que plusieurs millions de dollars sont dépensés de part et d'autre, Allan Fung arrive en tête dans plusieurs sondages. Lors de l'élection générale de novembre 2022, Seth Magaziner est cependant élu représentant des États-Unis avec environ 50 % des suffrages contre 47 % pour son adversaire républicain.
Candidat à sa réélection en 2024, il remporte un second mandat avec 58,3 % des suffrages contre le républicain Steve Corvi.